# Stephania brachyandra
Stephania brachyandra là một loài thực vật có hoa trong họ Biển bức cát. Loài này được Diels miêu tả khoa học đầu tiên năm 1910.